# Невский, Николай Александрович
Николай Александрович Невский (18 февраля [1 марта] 1892, Ярославль — 24 ноября 1937, Ленинград) — советский языковед — специалист по ряду языков Восточной Азии: японист, айновед, китаист, один из основоположников изучения мёртвого тангутского языка. Доктор филологических наук.

## Биография
Николай Александрович Невский родился 18 февраля (1 марта) 1892 года в Ярославле в семье следователя Ярославского окружного суда. Оставшись в возрасте менее года без матери, а в четыре — без отца, воспитывался дедом и бабушкой в Рыбинске.
В детстве учился у знакомых татарскому языку, интересовался арабским языком.
После окончания в 1909 году с серебряной медалью Рыбинской гимназии поступил в Санкт-Петербургский технологический институт, но через год перешёл на Факультет восточных языков Санкт-Петербургского университета, который окончил в 1914 году. Его специальностью были китайский и японский языки. Среди его учителей были В. М. Алексеев и А. И. Иванов. Посещал курсы лекций и неофициальные семинары Л. Я. Штернберга.

### Командировка в Японию
В 1915 году Невский был направлен в Японию на стажировку на два года, но остался там на гораздо более длительное время в связи с революцией и гражданской войной в России. Во время своей работы в Японии он много путешествовал по стране, изучал язык и этнографию айнов, коренного населения островов Рюкю, тайваньской коренной народности цоу. Опубликовал немало статей в японской научной прессе.
Обычно первой печатной работой Невского считают статью «Использование крови животных в аграрных культах», опубликованную в японском журнале «Аграрный ритуал и предания» в 1918 году. Однако японскому исследователю Синъити Хияме (яп. 真一檜山 хияма синъити) удалось найти другую — «Ещё один взгляд на постоянные эпитеты в традиционной японской поэзии», опубликованную Невским под псевдонимом Николас Соснин шестью месяцами ранее в японском журнале «Солнце» за 1918 год.
В 1919 году Невский поступил работать преподавателем русского языка в Высшее коммерческое училище в городе Отару на острове Хоккайдо. Здесь он начал заниматься айноведением, учился у крупнейшего японского специалиста по айнам Киндаити Кёсукэ. В 1922 году Невского пригласили читать лекции в Киотский университет.

### Женитьба на японке
В Отару Невский знакомится со своей будущей женой Ёродзуей Исо (Исоко), артистический псевдоним Кёкурэн (яп. 萬谷イソ, 萬谷磯子) (род. 1901). По приезде в СССР в 1933 году она назовёт себя не Ёродзуя, а Мантани — по-японски эти две фамилии пишутся одинаковыми иероглифами. В 1922 году Невский приехал в Осаку и в этом же году женился на Ёродзуя Исо, у них родилась дочь Елена. Официально они зарегистрировали брак только в 1929 году в советском генконсульстве в Кобе, незадолго до отъезда Невского в СССР.

### Профессор в Японии
С 1922 года Невский — профессор русского языка в Осакском институте иностранных языков. Занимается фольклором, этнографией и диалектами островов Мияко (архипелаг Рюкю), которые посетил в 1922, 1926 и 1928 годах. Также посетил с научной целью Тайвань и Пекин. В 1925 году начал работу по расшифровке тангутских рукописей, найденных в 1909 году в Хара-Хото П. К. Козловым.

### Возвращение из командировки
Осенью 1929 года, вняв уговорам некоторых советских востоковедов и официальных лиц, переехал из Японии в Ленинград, жене с дочерью разрешили приехать только в 1933 году. Работал в Ленинградском Восточном институте, ЛГУ, ЛИФЛИ, Институте востоковедения и в Эрмитаже. 5 января 1935 года получил степень доктора наук без защиты диссертации.

### Арест и расстрел
В ночь с 3 на 4 октября 1937 года Николай Александрович Невский был арестован НКВД и 24 ноября 1937 года расстрелян. В тот же день была расстреляна и его жена (арестованная через несколько дней после мужа), И. Мантани-Невская. Дочь Елену взял на воспитание востоковед Н. И. Конрад, затем, после его ареста — родственница Н. А. Невского Т. Н. Крылова-Лукомская, с лета 1941 Елена воспитывалась в семье четвероюродного брата Н. А. Невского Виктора Леонтьевича Афросимова. Вместе с супругами Невскими погибли ещё несколько ленинградских востоковедов, а также арестованный раньше и проходивший по тому же делу поэт Н. М. Олейников.

## Реабилитация
Долгое время дата смерти Н. А. Невского оставалась неизвестной. Согласно свидетельству о смерти (выдано 12 июня 1958 года), копия с копии которого хранится в Архиве востоковедов ИВР РАН (ф. 69), Н. А. Невский скончался от миокардита 14 февраля 1945 года. Эти данные повторялись из публикации в публикацию, пока в 1991 году Е. Н. Невская не получила доступ к делам своих родителей и не узнала точную дату их смерти — 24 ноября 1937 года.
14 ноября 1957 года дело Н. А. Невского было пересмотрено Военным трибуналом Белорусского военного округа, а сам он реабилитирован посмертно.

## Семья
- Жена — Исоко Мантани-Невская (1901—1937), японка, преподаватель музыки, в Ленинграде преподаватель японского разговорного языка в Ленинградском Восточном институте и ЛИФЛИ[9]. Расстреляна в один день с мужем. Решение о реабилитации вынесено военным трибуналом Ленинградского военного округа 17.02.1958.
  - Дочь — Елена (род. 1928), публикатор наследия отца[10].
    - Внучка. Вместе с матерью в 2002 г. впервые посетила Японию[11].

## Память
В 1962 году Н. А. Невский был посмертно удостоен Ленинской премии за работу «Тангутская филология», изданную в 1960 году на основе некоторых из его сохранившихся материалов по тангутике. Другие сохранившиеся рукописи Невского продолжают публиковаться, но значительная часть его материалов, видимо, утеряна безвозвратно.
Именем Николая Невского названа улица в Рыбинске. Также ему посвящён мемориальный кабинет-музей в Школе N°1 города Рыбинска.

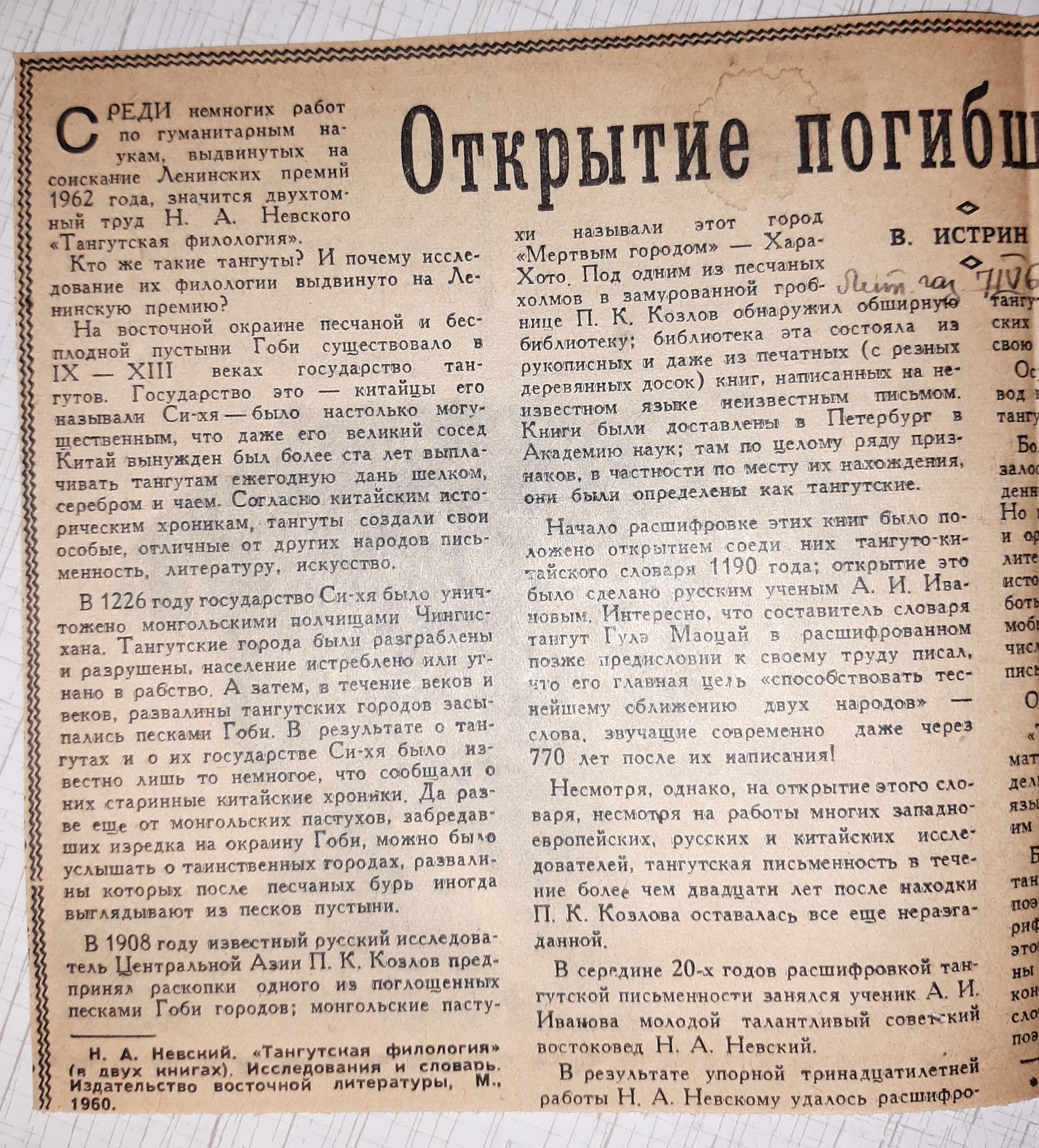

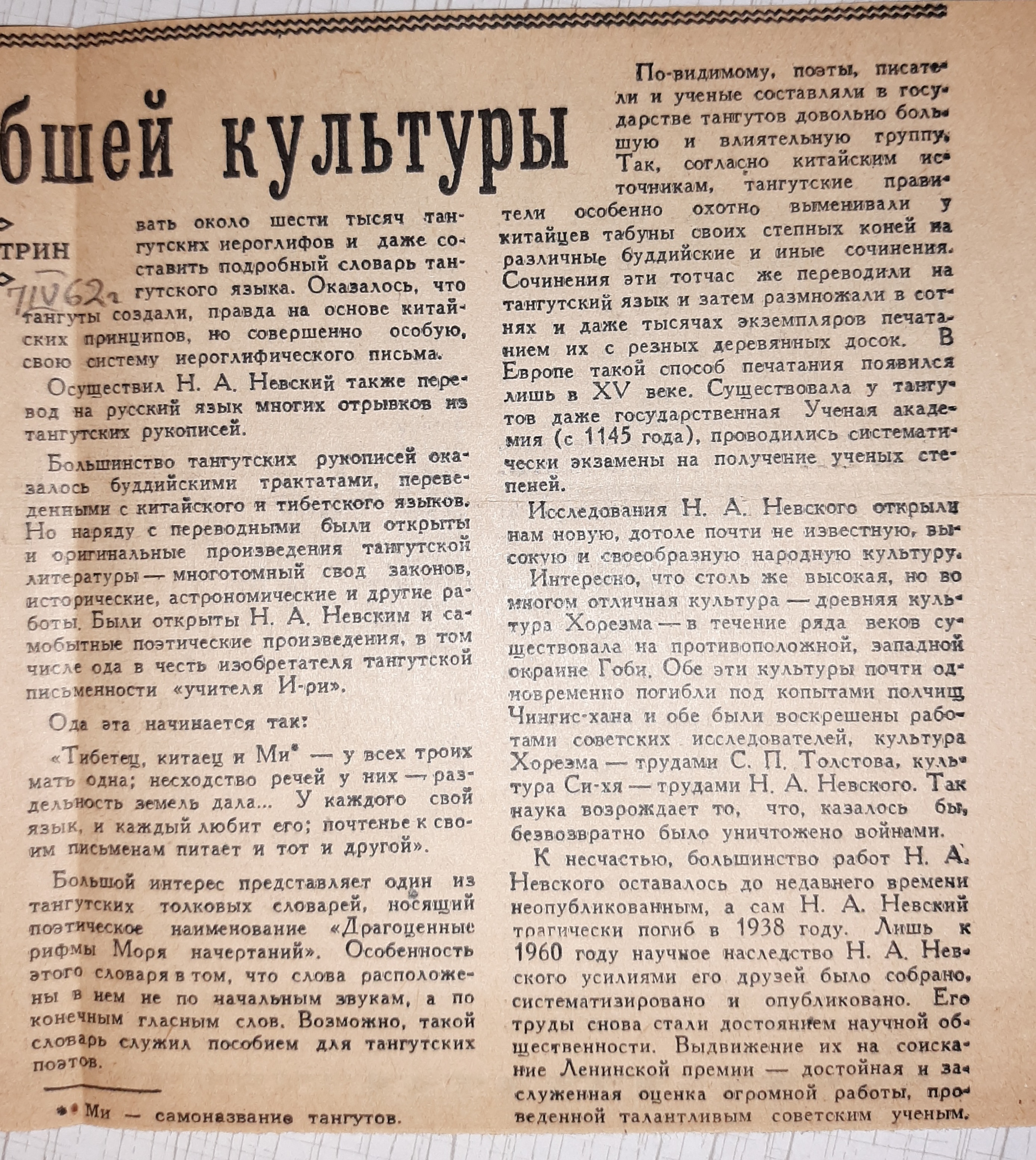

## Работы
- Колпакчи Е. М., Невский Н. А. Начальный учебник японского разговорного языка. Л., 1933. 128 стр. 500 экз.
- Колпакчи Е. М., Невский Н. А. Японский язык. Начальный курс. Л., 1934. 232 стр.
- Материалы по говорам языка цоу. М.-Л., Изд-во АН. 1935. 134 стр. 1000 экз.
- Тангутская филология. Исследования и словарь. В 2 кн. М., ИВЛ. 1960. 1000 экз. Кн.1. Исследования. Тангутский словарь. Тетради I—III. 602 стр. Кн.2. Тангутский словарь. Тетради IV—VIII. 684 стр.
- Айнский фольклор / Исследования, тексты и пер. М., Наука. 1972. 175 стр. 2000 экз.
- Фольклор островов Мияко. М., Наука. 1978. 192 стр. 7000 экз.
- Материалы по говорам языка цоу; Словарь диалекта северных цоу. М., Наука. 1981. 292 стр. 950 экз.